# Comuna Nova Romanivka, Novohrad-Volînskîi
Nova Romanivka (în ucraineană Новороманівська сільська рада) este o comună în raionul Novohrad-Volînskîi, regiunea Jîtomîr, Ucraina, formată din satele Nova Romanivka (reședința), Peremoha, Sloboda-Romanivska și Ujaciîn.

## Demografie
Componența lingvistică a comunei Nova Romanivka
     Ucraineană (98,57%)
     Rusă (1,3%)
     Alte limbi (0,13%)
Conform recensământului din 2001, majoritatea populației comunei Nova Romanivka era vorbitoare de ucraineană (98,57%), existând în minoritate și vorbitori de rusă (1,3%).